# Ozegna
Ozegna is een gemeente in de Italiaanse provincie Turijn (regio Piëmont) en telt 1192 inwoners (31-12-2004). De oppervlakte bedraagt 5,5 km², de bevolkingsdichtheid is 217 inwoners per km².

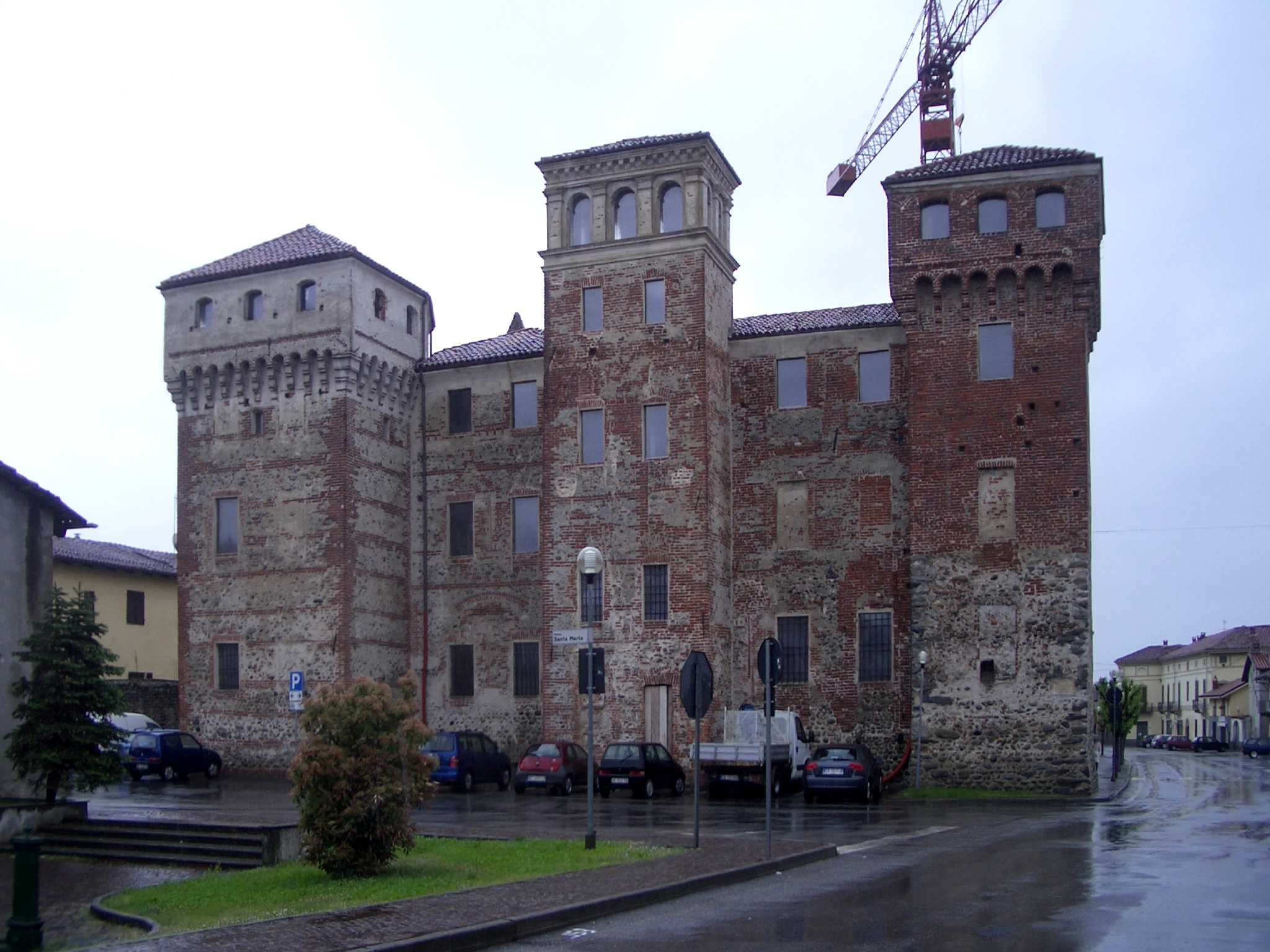
Kasteel van Ozegna
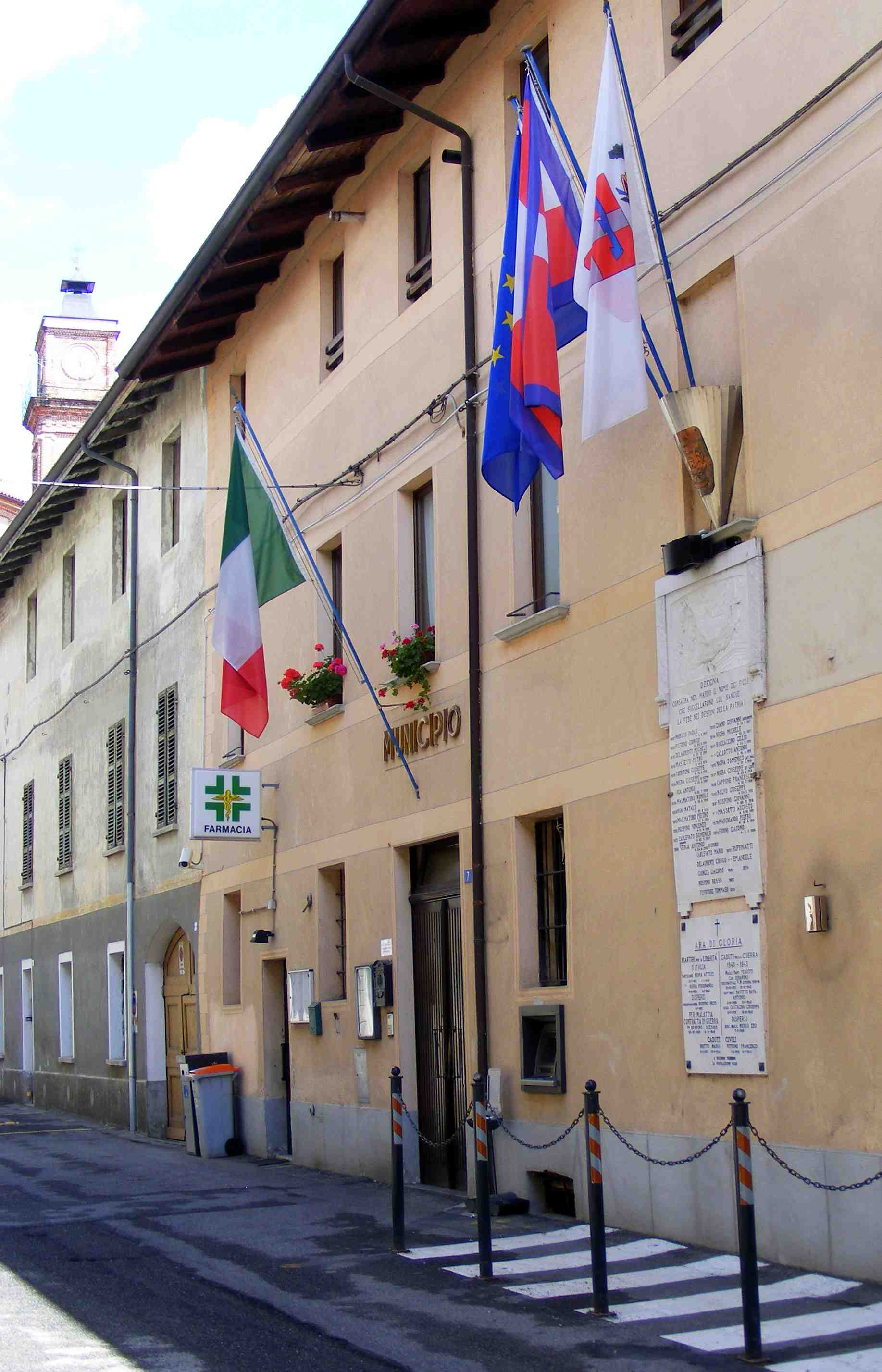
Gemeentehuis

## Demografie
Ozegna telt ongeveer 511 huishoudens. Het aantal inwoners steeg in de periode 1991-2001 met 1,3% volgens cijfers uit de tienjaarlijkse volkstellingen van ISTAT.
| Jaar | Inwoneraantal |
| ---- | ------------- |
| 1991 | 1157          |
| 2001 | 1172          |

## Geografie
Ozegna grenst aan de volgende gemeenten: Castellamonte, Bairo, Agliè, San Giorgio Canavese, Rivarolo Canavese, Ciconio.
1. ↑  https://demo.istat.it/?l=it.